# Nodens
Nodens är en latinisering av ”Nudd”, en läkemedelsgud i keltisk mytologi av döma av arkeologiska utgrävningar i Lydney i Gloucestershire i Storbritannien. 